# Composizioni di Camille Saint-Saëns

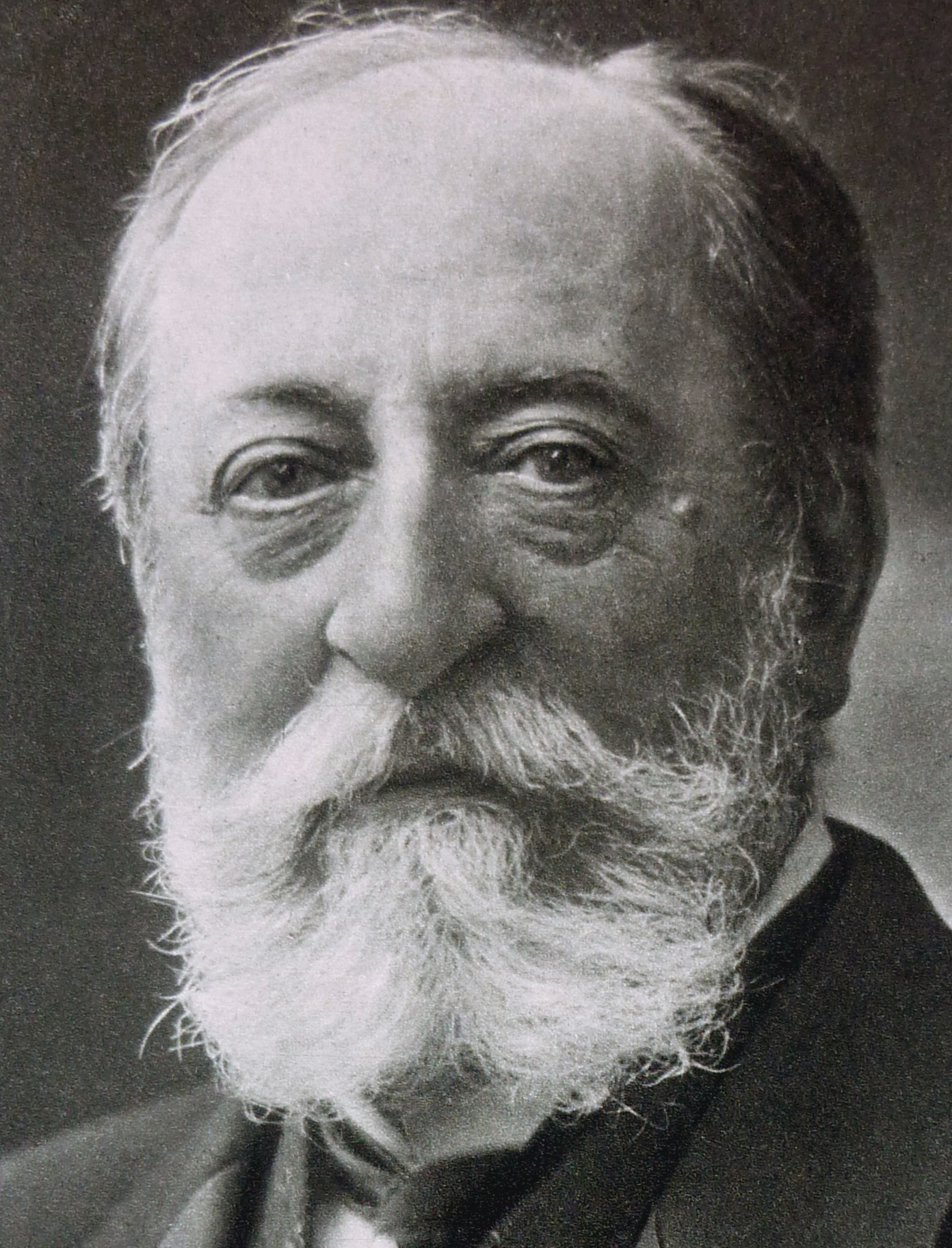
Saint-Saëns nel 1895 ca.

Lista delle composizioni di Camille Saint-Saëns (1835-1921), ordinate per strumentazione e genere.

## Per strumento

### Pianoforte

#### Pianoforte solista
Opere originali
- Sei Bagatelle, Op. 3
- Mazurka No. 1, Op. 21
- Gavotta, Op. 23
- Mazurka No. 2, Op. 24
- Sei Studi, Op. 52
- Menuet e valse, Op. 56
- Mazurka No. 3, Op. 66
- Allegro Appassionato, Op. 70 (arr. solo piano) (attribuzione non certa)
- Album (6 pezzi), Op. 72
- Rapsodie d'Auvergne, Op. 73 (arr. solo piano) (registrato dal compositore per Welte-Mignon, 13 December 1905)
- Souvenir d'Italie, Op. 80
- Les Cloches du soir, Op. 85
- Valse Canariote in La minore, Op. 88
- Suite, Op. 90
- Thème varié, Op. 97
- Souvenir d'Ismaïlia, Op. 100
- Valse mignonne, Op. 104
- Valse nonchalante, Op. 110
- Sei Studi, Op. 111
- Valse Langoureuse, Op. 120
- Sei Studi per la mano sinistra, Op. 135
- Valse Gaie, Op. 139
- Sei Fughe, Op. 161
- Feuillet d'album, Op. 169
- Romance sans Paroles

Arrangiamenti di opere di altri autori

Senza numero d'opus.
- Bach 18 Piccoli Pezzi, Cantate, ecc.
- Beethoven Dervishes dalle Rovine di Atene
- Beethoven, cadenza per il Concerto per pianoforte e orchestra n. 4
- Gluck Caprice sur les airs de ballet Alceste de Gluck
- Paladilhe (Emile) Mandolinata
- Massenet La Morte di Thais
- Mozart, cadenza per il Concerto per pianoforte e orchestra K.482

#### Due pianoforti
- Variations sur un thème de Beethoven, Op. 35
- Polonaise, Op. 77
- Scherzo, Op. 87
- Caprice arabe, Op. 96
- Caprice héroïque, Op. 106

#### Pianoforte a quattro mani
- Duettino, Op. 11
- König Harald Harfagar, Op. 59
- Feuillet d'album, Op. 81
- Pas redoublé, Op. 86
- Berceuse, Op. 105
- Marche interalliée, Op. 155

### Organo
- Fantaisie No. 1
- Fantaisie No. 2, Op. 101
- Fantaisie No. 3, Op. 157
- Trois Rhapsodies sur des cantiques Bretons, Op. 7
- Bénédiction nuptiale, Op. 9
- Élévation ou communion, Op. 13
- Tre Preludi e Fughe, Op. 99
- Tre Preludi e Fughe, Op. 109
- Marche religieuse, Op. 107
- Sette Improvvisazioni, Op. 150
- Cyprès et lauriers, Op. 156 (con l'orchestra)
- Prière, Op. 158 (con violino)
- La Prédication aux oiseaux (Trascrizione della Leggenda di san Francesco di Liszt, S.175 No.1)

### Musica da camera

#### Violino e pianoforte
- Berceuse, Op. 38
- Danse Macabre, Op. 40 (arrangiamento della versione orchestrale)
- Sonata per Violino No. 1, Op. 75
- Sonata per Violino No. 2, Op. 102
- Élégie No. 1, Op. 143
- Élégie No. 2, Op. 160
- Arrangiamento di due Notturni di Chopin (senza numero d'opera)

#### Violoncello e pianoforte
- Suite, Op. 16
- Sonata per Violoncello No. 1, Op. 32
- Allegro appassionato, Op. 43
- Romanza in Re maggiore, Op. 51
- Chant saphique, Op. 91
- Sonata per Violoncello No. 2, Op. 123

#### Oboe e pianoforte
- Sonata per Oboe in Re maggiore, Op. 166 (1921)

#### Clarinetto e pianoforte
- Sonata per Clarinetto in Mi bemolle maggiore, Op. 167 (1921)

#### Fagotto e pianoforte
- Sonata per Fagotto in Sol maggiore, Op. 168 (1921)

#### Trio con pianoforte
- Trio con pianoforte No. 1 in Fa maggiore, Op. 18
- Trio con pianoforte No. 2 in Mi minore, Op. 92

#### Quartetti per piano e archi
- Quartetto per piano e archi in mi maggiore, Op. posth.
- Quartetto per piano e archi in si bemolle maggiore, Op. 41

#### Quartetto d'archi
- Quartetto d'Archi No. 1, Op. 112
- Quartetto d'Archi No. 2, Op. 153

#### Quintetto con pianoforte
- Quintetto con pianoforte, Op. 14

#### Settetto|Settetti
- Settetto per tromba, quartetto d'archi, contrabbasso e pianoforte, Op. 65

### Orchestra

#### Sinfonia|Sinfonie
- Sinfonia in La maggiore
- Sinfonia No. 1 in Mi bemolle maggiore, Op. 2
- Sinfonia in Fa maggiore ("Urbs Roma")
- Sinfonia No. 2 in La minore, Op. 55
- Sinfonia No. 3 in Do minore ("Sinfonia per Organo"), Op. 78 (in memoria di Liszt)

#### Poemi sinfonici
- Le Rouet d'Omphale, Op. 31
- Phaéton, Op. 39
- Danza macabra (Danse Macabre), Op. 40
- La Jeunesse d'Hercule, Op. 50

#### Piano e orchestra
- Concerto n. 1 per pianoforte e orchestra in re maggiore, Op. 17
- Concerto n. 2 per pianoforte e orchestra in sol minore, Op. 22
- Concerto n. 3 per pianoforte e orchestra in mi bemolle maggiore, Op. 29
- Concerto n. 4 per pianoforte e orchestra in do minore, Op. 44
- Concerto n. 5 per pianoforte e orchestra in fa maggiore, Op. 103
- Allegro appassionato, Op. 70
- Rhapsodie d'Auvergne, Op. 73 (anche arr. per piano solo) (registrato dal compositore per Welte-Mignon, 13 dicembre 1905)
- Wedding Cake, Caprice-valse, Op. 76
- Africa, Op. 89

#### Violino e orchestra
- Concerto per Violino No. 1, Op. 20
- Concerto per Violino No. 2, Op. 58
- Violin Concerto No. 3, Op. 61
- Introduzione e Rondò Capriccioso, Op. 28
- Romance, Op. 48
- Morceau de concerto, Op. 62
- Caprice Andalous, Op. 122
- Havanaise, Op. 83

#### Violoncello e orchestra
- Concerto per violoncello n. 1, Op. 33
- Concerto per violoncello n. 2, Op. 119
- Suite Op. 16b, per violoncello ed orchestra

#### Colonne sonore di film
- L'Assassinio del Duca di Guisa, Op. 128 (eseguita a Parigi, nella Salle Charras, il 16 novembre 1908)

#### Altro
- Suite algérienne, Op. 60, suite per orchestra (registrata dal compositore in una riduzione per pianoforte nel 1919)
- Marche Héroïque, Op. 34 (al Palais Garnier di Parigi nel 1896 e 1915 per la prima scenica; esistono arrangiamenti per pianoforte a due e quattro mani, per due pianoforti e per due pianoforti e otto mani)
- Morceau De Concert, Op. 94 per corno in fa e orchestra

### Corali

#### Sacri
- Messa, Op. 4
- Tantum Ergo, Op. 5
- Psaume XVIII, Op. 42
- Messa da Requiem, Op. 54
- Psaume CL, Op. 127
- Ave Maria, Op. 145
- Tu es Petrus, Op. 147
- Quam Dilecta, Op. 148
- Laudate Dominum, Op. 149
- Psaume CXXXVI

#### Secolari
- Scène d'Horace, Op. 10
- Les Noces de Prométhée, Op. 19
- Mélodies persanes, Op. 26
- Les Soldats de Gédéon, Op. 46
- La Lyre et la Harpe, Op. 57
- La Fiancée du timbalier, Op. 82
- Les Guerriers, Op. 84
- Lola, Op. 116
- La Cendre rouge, Op. 146
- Hymne à la paix, Op. 159
- Vieilles chansons

### Oratori
- Oratorio de Noël, Op. 12
- Le Déluge, Op. 45
- La Terre Promise, Op. 140

### Opere
- Le timbre d'argent (compiuta nel 1865, prima rappresentazione nel 1877)
- La princesse jaune, Op. 30 (1872)
- Samson et Dalila, Op. 47 (1877)
- Étienne Marcel (1879)
- Enrico VIII (1883 successo al Palais Garnier di Parigi)
- Proserpine (1887)
- Ascanio (1890 al Palais Garnier di Parigi)
- Phryné (1893)
- Frédégonde (1895)
- Les Barbares (1901 al Palais Garnier)
- Hélène (1904 al Grand Théâtre de Monte Carlo con Nellie Melba)
- L'Ancêtre (1906)
- Déjanire (1911)

## Per numero d'opera
Nota: l'anno è di scrittura, non di pubblicazione
- Op. 1, Trois morceaux per Armonium (1852)
- Op. 2, Sinfonia No. 1 in Mi bemolle maggiore (1853)
- Op. 3, Sei Bagatelle per pianoforte (1855)
- Op. 4, Messa per soliste, coro, orchestra ed organo (1856)
  - Kyrie
  - Gloria
  - Credo
  - Sanctus
  - O Salutaris
  - Agnus Dei
- Op. 5, Tantum ergo per coro ed organo
- Op. 6, Tarantelle in La minore per flauto, clarinetto ed orchestra (1857)
- Op. 7, Trois Rhapsodies sur des cantiques Bretons per organo
  - No. 1
  - No. 2 Allegro moderato e pomposo – Andante – I tempo
  - No. 3 Musette
- Op. 8, Sei Duetti per armonium e piano
- Op. 9, Bénédiction nuptiale in Fa maggiore per organo (1859)
- Op. 10, Scène d'Horace per soprano, baritono ed orchestra
- Op. 11, Duettino in Sol maggiore per pianoforte a quattro mani
- Op. 12, Oratorio de Noël (1858)
- Op. 13, Élévation ou communion in Mi maggiore per organo (1865)
- Op. 14, Quintetto con pianoforte in La minore (1855)
- Op. 15, Serenata per pianoforte, organo, violino e viola o violoncello (1866)
- Op. 16, Suite per violoncello e pianoforte (1862)
- Op. 16bis, Suite per violoncello ed orchestra (1919)
- Op. 17, Concerto per pianoforte No. 1 in Re maggiore(1858)
- Op. 18, Trao con pianoforteo No. 1 in Fa maggiore (1863)
- Op. 19, Les Noces de Prométhée
- Op. 20, Concerto per violino No. 1 in La maggiore (1859)
- Op. 21, Mazurka  No. 1 in Sol minore per pianoforte (1862)
- Op. 22, Concerto per pianoforte No. 2 in Sol minore (1868)
- Op. 23, Gavotte in Do minore per pianoforte (1871)
- Op. 24, Mazurka No. 2 in Sol minore per pianoforte (1871)
- Op. 25, Orient et Occident per orchestra (1869)
- Op. 26, Mélodies persanes (1870)
  - No. 1 La Brise
  - No. 2 La Splendeur vide
  - No. 3 La Solitaire
  - No. 4 Sabre en main
  - No. 5 Au cimetière
  - No. 6 Tournoiement (Songe d'opium)
- Op. 26bis, Nuit persane per tenore, contralto, narratore, coro ed orchestra
- Op. 27, Romanza per piano, organo e violino
- Op. 28, Introduction et Rondo capriccioso violino ed orchestra (1863)
- Op. 29, Concerto per pianoforte No.  3 in Mi bemolle maggiore (1869)
- Op. 30, La Princesse jaune (1872)
- Op. 31, Le Rouet d'Omphale (1869)
- Op. 32, Sonata per violoncello No. 1 in Do minore (1872)
- Op. 33, Concerto per violoncello No. 1 in La minore
- Op. 34, Marche héroïque per orchestra
- Op. 35, Variations sur un thème de Beethoven per due pianoforti (1874)
- Op. 36, Romanza in Fa maggiore per corno ed orchestra
- Op. 37, Romanza in Re bemolle maggiore per flauto ed orchestra
- Op. 38, Berceuse in Si bemolle maggiore per violino e piano (1871)
- Op. 39, Phaéton per orchestra
- Op. 40, Danse Macabre per orchestra (1874)
- Op. 41, Quartetto con pianoforte inSi bemolle maggiore (1875)
- Op. 42, Psaume XVIII ("Coeli enarrant") per coro ed orchestra
  - Introduction et choeur
  - Solo et choeur
  - Récit
  - Choeur
  - Duo (Exultavit ut gigas)
  - Quatuor
  - Quintette et chœur (Justitia Domini)
  - Sextuor
  - Air
  - Final
- Op. 43, Allegro appassionato in Si minore per violoncello e piano (1875)
- Op. 44, Concerto per pianoforte No. 4 in Do minore (1875)
- Op. 45, Le Déluge
  - Prélude
  - No. 1 Corruption de l'homme, Colère de Dieu, Alliance avec Noé
  - No. 2 L'Arche et le Déluge
  - No. 3 La Colombe, Sortie de l'arche, Bénédiction de Dieu
- Op. 46, Les Soldats de Gédéon
- Op. 47, Samson et Dalila (1877)
- Op. 48, Romanza in Do maggiore per violino ed orchestra
- Op. 49, Suite in Re maggiore per orchestra
  - No. 1 Prélude
  - No. 2 Sarabande
  - No. 3 Gavotte
  - No. 4 Romance
  - No. 5 Finale
- Op. 50, La Jeunesse d'Hercule per orchestra
- Op. 51, Romanza in Re maggiore per violoncello e piano (1877)
- Op. 52,Sei Studi per piano (1877)
  - No. 1 Prélude
  - No. 2 Pour l'indépendence des doigts
  - No. 3 Prélude et Fugue in Fa minore
  - No. 4 Étude de Rythme
  - No. 5 Prélude et Fugue in La minore
  - No. 6 En forme de Valse
- Op. 53, Due Corali
  - No. 1 Chanson de grand-père
  - No. 2 Chanson d'ancêtre
- Op. 54, Requiem per coro ed orchestra
  - Requiem, Kyrie
  - Dies irae
  - Rex tremendae
  - Oro supplex
  - Hostias
  - Sanctus
  - Benedictus
  - Agnus Dei
- Op. 55, Sinfonia No. 2 in La minore (1859)
- Op. 56, Menuet et Valse per piano
- Op. 57, La Lyre et la Harpe
- Op. 58, Concerto per Violino No. 2 in Do maggiore (1858)
- Op. 59, König Harald Harfagar per piano a quattro mani (1880)
- Op. 60, Suite Algérienne (1880)
  - No. 1 Prélude
  - No. 2 Rhapsodie Mauresque
  - No. 3 Rêverie du Soir
  - No. 4 Marche militaire française
- Op. 61, Concerto per Violino No. 3 in Si minore (1880)
- Op. 62, Morceau de Concert in Mi minore per violino ed orchestra
- Op. 63, Une nuit à Lisbonne in Mi bemolle maggiore per orchestra
- Op. 64, La jota Aragonese per orchestra
- Op. 65, Septet in Mi bemolle maggiore per tromba, quintetto d'archi e piano (1881)
  - No. 1 Préambule
  - No. 2 Menuet
  - No. 3 Intermède
  - No. 4 Gavotte et Finale
- Op. 66, Mazurka No. 3 in Si minore per piano (1882)
- Op. 67, Romanza per corno e piano (1885)
- Op. 68, Due Corali: 
  - No. 1 Calme des nuits
  - No. 2 Les Fleurs et les Arbres
- Op. 69, Hymne à Victor Hugo (1881)
- Op. 70, Allegro appassionato in Do minore per piano ed orchestra
- Op. 71, Due Corali: 
  - No. 1 Les Marins de Kermor
  - No. 2 Les Titans
- Op. 72, Album per piano (1884)
  - No. 1 Prélude
  - No. 2 Carillon
  - No. 3 Toccata
  - No. 4 Valse
  - No. 5 Chanson Napolitaine
  - No. 6 Finale
- Op. 73, Rhapsodie d'Auvergne per piano ed orchestra (anche arr. solo piano) (registrata dal compositore per Welte-Mignon, 13 December 1905)
- Op. 74, Saltarelle per coro maschile
- Op. 75, Sonata per Violino  No. 1 in Re minore (1885)
- Op. 76, Wedding Cake, caprice-valse per piano ed orchestra (1885)
- Op. 77, Polonaise per due pianonoforti (1886)
- Op. 78, Sinfonia No. 3 in Do minore ("Sinfonia per Organo") (1886)
- Op. 79, Caprice sur des airs danois et russes per flauto, oboe, clarinetto e piano
- Op. 80, Souvenir d'Italie per piano (1887)
- Op. 81, Feuillet d'Album per piano, four hands (1887)
- Op. 82, La Fiancée du Timbalier
- Op. 83, Havanaise in Mi maggiore
- Op. 84, Les Guerriers per coro (1888)
- Op. 85, Les Cloches du Soir per piano (1889)
- Op. 86, Pas Redoublé per piano a quattro mani (1887)
- Op. 87, Scherzo per due pianoforti (1889)
- Op. 88, Valse Canariote in La minore per piano (1890)
- Op. 89, Africa per piano ed orchestra (1891)
- Op. 90, Suite in Fa maggiore per piano
  - No. 1 Prélude et Fugue
  - No. 2 Menuet
  - No. 3 Gavotte
  - No. 4 Gigue
- Op. 91, Chant Saphique per violoncello e piano (1892)
- Op. 92, Trio con pianoforte No. 2 in Mi minore per piano, violino e violoncello (1892)
- Op. 93, Sarabande et Rigaudon
- Op. 94, Morceau de Concert in Fa minore per corno ed orchestra
- Op. 95, Fantaisie per arpa
- Op. 96, Caprice Arabe per due pianoforti (1894)
- Op. 97, Thème Varié per piano (1894)
- Op. 98, Pallas Athéné per soprano ed orchestra
- Op. 99, Tre Preludi e Fughe per organo (1894)
  - No. 1 Prélude et Fugue in Mi maggiore
  - No. 2 Prélude et Fugue in Si maggiore
  - No. 3 Prélude et Fugue in Mi bemolle maggiore
- Op. 100, Souvenir d'Ismaïlia per piano (1895)
- Op. 101, Fantaisie No. 2 in Re bemolle maggiore per organo (1895)
- Op. 102, Sonata per Violino No. 2 in Mi bemolle maggiore (1896)
- Op. 103, Concerto per pianoforte No. 5 in Fa maggiore ("Egiziano") (1896)
- Op. 104, Valse Mignonne per piano (1896)
- Op. 105, Berceuse per piano a quattro mani (1896)
- Op. 106, Caprice Héroïque per due pianoforti (1898)
- Op. 107, Marche Religieuse in Fa maggiore per organo
- Op. 108, Barcarolle per violino, violoncello, armonium e piano
- Op. 109, Tre Preludi e Fughe per organo (1898)
  - No. 1 Prélude et Fugue in re maggiore
  - No. 2 Prélude et Fugue in Sol maggiore
  - No. 3 Prélude et Fugue in Do maggiore
- Op. 110, Valse Nonchalante per piano (1898)
- Op. 111, Sei Studi per piano (1899)
  - No. 1 Tierces majeures et mineures
  - No. 2 Traits chromatiques
  - No. 3 Prélude et Fugue
  - No. 4 Les Cloches de Las Palmas
  - No. 5 Tierces majeures chromatiques
  - No. 6 Toccata d'après le Cinquième Concerto
- Op. 112, Quartetto d'archi No. 1 in Mi minore
- Op. 113, Chants d'Automne (1899)
- Op. 114, La Nuit
- Op. 115, Le Feu Céleste
- Op. 116, Lola per soprano ed orchestra
- Op. 117, Marcia d'Incoronazione per Edoardo VII
- Op. 118, Romance du Soir
- Op. 119, Concerto per Violoncello No. 2 in Re minore
- Op. 120, Valse Langoureuse per piano (1903)
- Op. 121, À la France
- Op. 122, Caprice Andalous in Sol maggiore per violino ed orchestra
- Op. 123, Sonata per violoncello No. 2 in Fa maggiore (1905)
- Op. 124, Fantaisie per violino ed arpa
- Op. 125, Sur les Bords du Nil (1908)
- Op. 126, La Gloire de Corneille (1906 al Palais Garnier di Parigi)
- Op. 127, Psaume CL ("Laudate Dominum")
- Op. 128, L'Assassinio del Duca di Guisa (colonna sonora del film) (1908)
- Op. 129, Le Matin
- Op. 130, La Foi (1909)
- Op. 131, La Gloire
- Op. 132, La Muse et le Poète in Mi minore per violino, violoncello ed orchestra (1910)
- Op. 133, Ouverture de fête
- Op. 134, Aux Aviateurs
- Op. 135, Sei Studi per la mano sinistra (1912)
  - No. 1 Prélude
  - No. 2 Alla Fugue
  - No. 3 Moto Perpetuo
  - No. 4 Bourrée
  - No. 5 Élégie
  - No. 6 Gigue
- Op. 136, Tryptique per violino e piano (1912)
  - No. 1 Prémice
  - No. 2 Vision Congolaise
  - No. 3 Joyeuseté
- Op. 137, Aux Mineurs
- Op. 138, Hymne au Printemps
- Op. 139, Valse Gaie per piano (1913)
- Op. 140, Ouverture d'un opéra comique inachevé (1854)
- Op. 141, Due Corali:
  - No. 1 Des pas dans l'allée
  - No. 2 Trinquons
- Op. 142, Hymne au Travail (1914)
- Op. 143, Élégie No. 1 per violino e piano (1915)
- Op. 144, Cavatine in Re bemolle maggiore per trombone e piano
- Op. 145, Ave Maria per coro
- Op. 146, La Cendre Rouge (1915)
  - No. 1 Prélude
  - No. 2 Âme Triste
  - No. 3 Douceur
  - No. 4 Silence
  - No. 5 Pâques
  - No. 6 Jour de Pluie
  - No. 7 Amoroso
  - No. 8 Mai
  - No. 9 Petite Main
  - No. 10 Reviens
- Op. 147, Tu es Petrus per coro
- Op. 148, Quam Dilecta per coro
- Op. 149, Laudate Dominum per coro
- Op. 150, Sette Improvvisazioni per organo
  - No. 1 Molto Lento
  - No. 2 Feria Pentecostes
  - No. 3 Poco Adagio
  - No. 4 Allegretto
  - No. 5 Pro Martyribus
  - No. 6 Pro Defunctis
  - No. 7 Allegro Giocoso
- Op. 151, Tre Corali per coro
  - No. 1 Chansons des Aiguilles
  - No. 2 Salut au Chevalier
  - No. 3 Trinquons
- Op. 152, Vers la Victoire (1918)
- Op. 153, Quartetto d'archi No. 2 in Sol maggiore
- Op. 154, Morceau de Concerto in Sol maggiore per arpa ed orchestra
- Op. 155, Marche Interalliée per piano a quattro mani (1918)
- Op. 156, Cyprès et lauriers per organo ed orchestra
- Op. 157, Fantaisie No. 3  in Do maggiore per organo
- Op. 158, Prière per violino ed organo
- Op. 159, Hymne à la Paix (1919)
- Op. 160, Élégie No. 2 per violino e piano (1920)[1]
- Op. 161, Sei Fughe per piano (1920)
- Op. 162, Odelette in Re maggiore per flauto ed orchestra
- Op. 163, Marche dédiée aux étudiants d'Alger (1921)
- Op. 164, Aux conquérants de l'air
- Op. 165, Le Printemps for piano and choir
- Op. 166, Sonata per Oboe in Re maggiore
- Op. 167, Sonata per Clarinetto in Mi bemolle maggiore (1921)
- Op. 168, Sonata per Fagotto in Sol maggiore
- Op. 169, Feuillet d'Album per piano (1921)

### Composizioni senza numero d'opera
- Sinfonia in La maggiore(1850)
- Ode à Sainte-Cécile (1852)
- Fantaisie No. 1 per organo (1857)
- Musica da palcoscenico: Macbeth (1858)
- La Prédication aux oiseaux per (1863) (trascrizione della Leggenda No. 1 di Liszt)
- Spartacus Overture in Mi bemolle maggiore (1863)
- Sinfonia in Fa maggiore ("Urbs Roma") (1856)
- Le Carnaval des Animaux (1886)
- Stage music: Antigone (1894)
- Javotte (Ballet) (1896)
- Musica da palcoscenico: Déjanire (1898)
- Musica da palcoscenico: Parysatis (1902)
- Musica da palcoscenico: Andromaque (1903)
- Musica da palcoscenico: La Fille du Tourneur d'Ivoire (1909)
- The Promised Land (1913)
- Hail California (1915)
- L'Air de la Pendule (c. 1918)
- Psaume CXXXVI ("Super Flumina Babylonis") per coro
- Vieilles Chansons (1921)
  - L'Amour Oyseau
  - Avril
  - Villanelle
- Bach 18 Piccoli Pezzi, Cantate ecc. (piano)
- Beethoven Dervishes dalle Rovine di Atene (piano)
- Beethoven cadenza per il Concerto per pianoforte No.4 (piano)
- Chopin due Notturni (arr. violino & piano)
- Gluck Caprice sur les airs de ballet Alceste de Gluck (piano)
- Paladilhe (Emile) Mandolinata (piano)
- Massenet La Morte di Thais (piano)
- Mozart cadenza per il Concerto per pianoforte K482 (piano)